# Гедеон (Брольницький)
Гедео́н Брольни́цький (пол. Gedeon Brolnicki; бл. 1528 — 1618) — лавришівський архімандрит, архієпископ полоцький, вітебський та мстиславський (6 серпня 1601–1618).      
Один із трьох настоятелів православних монастирів, що брали участь на Берестейському унійному соборі в жовтні 1596.      